# Pat Mahoney
Pat Mahoney je americký bubeník. V devadesátých letech byl členem kapely Les Savy Fav. Je dlouholetým spolupracovníkem Jamese Murphyho v jeho projektu LCD Soundsystem. Podílel se na jeho albech LCD Soundsystem (2005), Sound of Silver (2007) a This Is Happening (2010). Je rovněž spoluautorem několika písní, včetně „All My Friends“. Roku 2007 nahrál společně s Murphym album FabricLive.36 v rámci série Fabric. V roce 2010 hrál na albu Stuck on Nothing kapely Free Energy, jehož producentem byl James Murphy. Následujícího roku hrál na desce W hudebníka vystupujícího pod pseudonymem Planningtorock. Počínaje rokem 2013 působí společně s Dennisem McNanym v projektu Museum of Love, který v roce 2014 vydal své první album. V roce 2014 hrál na albu White Women kanadského dua Chromeo. Později spolupracoval například s irským hudebníkem, známým jako Shit Robot.